# Ercheia semipallida
Ercheia semipallida är en fjärilsart som beskrevs av Walker 1864. Ercheia semipallida ingår i släktet Ercheia och familjen nattflyn. Inga underarter finns listade i Catalogue of Life.